# José Urfé

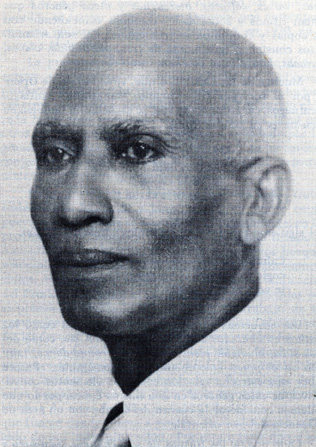

José Urfé González (Madruga, 6 de fevereiro de 1879 - Havana, 14 de novembro de 1957) foi um compositor cubano.
El Bombin de Barreto, Fefita , Nena , El churrero , El chino dios e El Progreso, são prestigiadas composições de Urfé, que é um dos fundadores da Orquesta de Enrique Peña.